# Onthophagus nubilus
Onthophagus nubilus är en skalbaggsart som beskrevs av Kohlmann och M. Alma Solis 2001. Onthophagus nubilus ingår i släktet Onthophagus och familjen bladhorningar. Inga underarter finns listade i Catalogue of Life.